# A magyar labdarúgó-válogatott 2020. október 14-i mérkőzése
A magyar labdarúgó-válogatott  negyedik Nemzetek Ligája mérkőzése Oroszország ellen, 2020. október 14-én. Ez volt a magyar labdarúgó-válogatott 948. mérkőzése.

## Helyszín
A találkozó Moszkvában a VTB Arénában volt.

## A mérkőzés
| 2020. október 14. 20:45 |

| Oroszország | 0–0         | Magyarország |
| ----------- | ----------- | ------------ |
|             | Jegyzőkönyv |              |

| VTB Aréna, Moszkva Játékvezető: Michael Oliver (angol) |

### A mérkőzés statisztikái
| Oroszország |                      | Magyarország |
| ----------- | -------------------- | ------------ |
| 56 (%)      | Labdabirtoklás       | 44 (%)       |
| 0           | Gól                  | 0            |
| 2           | Sárga lap            | 3            |
| 0           | Piros lap            | 0            |
| 5           | Szöglet              | 1            |
| 6           | Les                  | 3            |
| 11          | Lövés                | 6            |
| 6           | Kaput eltalált lövés | 3            |
| 4           | Blokkolt lövés       | 3            |
| 478         | Passz                | 377          |
| 371         | Sikeres passz        | 261          |
| 78 (%)      | Passz hatékonyság    | 69 (%)       |
| 16          | Szabálytalanságok    | 17           |

### Az összeállítások
| Oroszország | Magyarország |